# Шлепаков Арнольд Миколайович
Арно́льд Микола́йович Шлепако́в (16 червня 1930, Вінниця — 2 червня 1996, Київ) — український історик і політолог. Доктор історичних наук (1966). Професор (1970). Дійсний член Академії наук УРСР з 1982 року (із 1991 — АН України, з 1994 — НАН України). Заслужений діяч науки і техніки України (1995). Син філософа Миколи Шлепакова. Член Ревізійної Комісії КПУ в 1981—1990 р.

## Життєпис
1952 року закінчив факультет міжнародних відносин Київського університету. Член ВКП(б) з 1950 року. 
Від 1955 року науковий співробітник, від 1969 року — завідувач відділу нової й новітньої історії Інституту історії Академії наук; від 1970 року — професор Київського університету, у 1971–1978 роках — заступник директора Інституту історії. 1978 року створив і очолив Інститут соціальних та економічних проблем іноземних країн.
Від 1967 року Шлепаков працював експертом ЮНЕСКО в галузі міжнародної еміграції. Член редколегії «Українського історичного журналу», голова редколегії 10-томної «Історії УРСР». Шлепаков очолював наукову раду АН України «Історія міжнародного робітничого та національно-визвольного руху».
В 1978 році з дозволу КПРС і КДБ створив у Києві центр американістики.
Автор праці «Українська трудова еміграція в США і Канаді. Кінець XIX — початок XX ст.» (1960).